# Maria Bobu
Maria Bobu (* 1. März 1925 in Măgura, Kreis Buzău; † 2007) war eine rumänische Politikerin der Rumänischen Kommunistischen Partei PCR (Partidul Comunist Român), die unter anderem zwischen 1987 und 1989 Justizministerin war.

## Leben
Maria Bobu besuchte von 1932 bis 1936 die Grundschule und war danach zuerst zwischen 1936 und 1944 Haushaltshilfe sowie im Anschluss von 1944 bis 1949 Arbeiterin in einer Bürstenfabrik in Bukarest. Während dieser Zeit wurde sie 1945 Mitglied der Kommunistischen Partei PCR (Partidul Comunist din România; PCR) und besuchte zwischen 1949 und 1950 die Rechtsschule in Bukarest sowie von 1950 bis 1952 die Juristische Fakultät der Universität Bukarest. Zugleich war sie zwischen 1950 und 1952 Richterin am Gericht Urziceni sowie am Gericht Ocolul. Zugleich war sie von 1951 bis 1955 Staatsanwältin bei der Staatsanwaltschaft für Eisenbahnangelegenheiten sowie zuletzt 1955 Staatsanwältin bei der Generalstaatsanwaltschaft. 1959 wurde sie Leiterin der Staatsanwaltschaft im Kreis Suceava sowie 1973 Staatsanwältin bei der Direktion Studien und Unterlagen der Generalstaatsanwaltschaft. 1974 wurde sie Mitglied des Führungsrates der Generalstaatsanwaltschaft. Daneben wurde sie 1974 Mitglied des Exekutivbüros des Nationalrates der Frauen (Consiliului Național al Femeilor) sowie zugleich Mitglied des Organisationsbüros des Parteikomitees der Staatsanwaltschaft im Kreis Suceava. Am 24. Oktober 1975 wurde sie ferner Mitglied des Obersten Rates für Sanitätswesen.
Maria Bobu, die mit dem Innenminister, ZK-Sekretär und Vize-Ministerpräsident Emil Bobu verheiratet war, war vom 21. Mai 1982 bis zum 5. Oktober 1987 Vize-Ministerin für Justiz. Zugleich wurde sie am 24. Mai 1982 Inspektorin der Generalstaatsanwaltschaft. Auf einem Plenum des Zentralkomitees (ZK) wurde sie am 18. Dezember 1982 Kandidatin des ZK der PCR. Auf dem Dreizehnten Parteitag der PCR (19. bis 22. November 1984) wurde sie Mitglied des ZK der PCR und hatte diese Funktion bis zum Zusammenbruch des Kommunismus im Zuge der Revolution am 22. Dezember 1989 inne. 1985 wurde sie Mitglied der Großen Nationalversammlung (Marea Adunare Națională) und vertrat in dieser bis 1989 den Wahlkreis Nr. 5 Constanța-Nord.
Am 5. Oktober 1987 übernahm Maria Bobu im Kabinett Dăscălescu II als Nachfolgerin von Gheorghe Chivulescu das Amt als Justizministerin (Ministrul justiției) und hatte dieses Amt bis zum Sturz des neostalinistischen Diktators Nicolae Ceaușescu am 22. Dezember 1989 inne. Sie war ferner Mitglied der Nationalen Kommission für Demografie und wurde im Dezember 1987 Leiterin der rumänischen Delegation bei den Prager Konferenzen für juristische Angelegenheiten des Rates für gegenseitige Wirtschaftshilfe (RGW). 1988 wurde sie zudem Mitglied des Exekutivbüros der Juristischen Gesellschaft und Vizepräsidentin des Nationalrates der Frauen.